# NWDMA37
NWDMA37 è una District Management Area della municipalità distrettuale di Bojanala. L'area si trova all'interno della municipalità locale di Moses Kotane e il suo territorio ricade all'interno del Bokone-Botlhaba Nature Reserve, incluso nel Pilansberg Nature Reserve e si estende su una superficie di 469 km².